# Scars on Broadway (Album)
Scars on Broadway ist das Debütalbum der gleichnamigen Band Scars on Broadway. Es erschien am 29. Juli 2008 bei Interscope Records und wird vor allem dem Alternative Rock zugerechnet.

## Musikstil
Auf die Frage, in welche stilistische Richtung das Album gehen werde, antwortete Malakian folgendermaßen:

“It will probably be something electronic mixed in with traditional Armenian and thrash, death, black, and doom metal influences. When, or even if, the music comes out, it will still be structured, just like System of a Down’s music is.”

„Es wird voraussichtlich etwas Elektronisches sein mit Einflüssen aus traditioneller armenischer Musik und aus Thrash-, Death-, Black und Doom Metal. An dem Zeitpunkt, oder wenn das Album überhaupt herauskommt, wird es immer noch strukturiert sein wie bei System of a Down.“

Die Idee für den elektronischen Stil wurde bereits bei allen System-of-a-Down-Konzerten im Jahr 2005 demonstriert; anstelle des Singens des Refrains bei „Sugar“, „War“ sowie „Old School Hollywood“ veränderte Malakian seine Stimme elektronisch mit einem Vocoder. In einem aktuellen Interview verriet Daron Malakian, dass der Musikstil auch von klassischer Rockmusik ähnlich der von David Bowie, Brian Eno, Yes, Neil Young, und Roxy Music beeinflusst sei.
Des Weiteren sagte er, dass sich die Musik stilistisch von System of a Downs Alternative Metal zu einer mehr Song-basierten Arbeit entwickle.

## Entstehungsgeschichte
Scars on Broadway begannen mit den Aufnahmen für ihr Debütalbum am 27. September 2007. Ungefähr zwei Monate später, am 6. Dezember 2007, waren die Drum-Parts für das Album fertiggestellt, und die Band konnte in ihr nächstes Studio wechseln. Am 25. Juli veröffentlichte die Band dann einen Teaser zu dem Stück „Babylon“.

## Titelliste
1. Serious – 2:08
2. Funny – 2:55
3. Exploding/Reloading – 2:15
4. Stoner Hate – 2:00
5. Insane – 3:07
6. World Long Gone – 3:16
7. Kill Each Other/Live Forever – 3:05
8. Babylon – 3:56
9. Chemicals – 3:13
10. Enemy – 3:03
11. Universe – 4:15
12. 3005 – 2:54
13. Cute Machines – 3:03
14. Whoring Streets – 3:01
15. They Say – 2:48
16. Hungry Ghost – 3:29 a

iTunes-Version
1. Scars on Broadway – 2:50
2. They Say (Musikvideo) – 2:48

Best-Buy-Bonus-DVD / UK-Version
1. The Making Of „They Say“ – 3:10
2. They Say (Musikvideo) – 2:54

## Chartplatzierungen
| ChartsChartplatzierungen       | Höchstplatzierung | Wochen |
| ------------------------------ | ----------------- | ------ |
| Deutschland (GfK)              | 23 (6 Wo.)        | 6      |
| Österreich (Ö3)                | 22 (7 Wo.)        | 7      |
| Schweiz (IFPI)                 | 58 (5 Wo.)        | 5      |
| Vereinigte Staaten (Billboard) | 17 (2 Wo.)        | 2      |
| Vereinigtes Königreich (OCC)   | 41 (2 Wo.)        | 2      |